# Tomáš Kopecký (cyclisme)
Pour les articles homonymes, voir Kopecký.
Cet article concerne le coureur cycliste. Pour le hockeyeur, voir Tomáš Kopecký.
Tomáš Kopecký, né le 8 avril 2000 à Darlington, en Angleterre, est un coureur cycliste tchèque. Il pratique le cyclo-cross et le cyclisme sur route.

## Biographie
Tomáš Kopecký est né à Darlington, en Angleterre, mais il grandit dans la ville néerlandaise de Leyde. Il est l'aîné d'une famille de trois enfants. Son frère Matyáš et sa sœur Julia sont également coureurs cyclistes.

## Palmarès sur route

### Par années
- 2016
  -  Champion de République tchèque sur route cadets
- 2018
  - 3e du championnat de République tchèque du contre-la-montre juniors
- 2021
  -  Champion de République tchèque du contre-la-montre espoirs
  - Tour du Brabant flamand :
    - Classement général
    - 3e étape (contre-la-montre)
- 2022
  - Wim Hendriks Trofee
  - 2e de la Rutland-Melton International Cicle Classic
  - 2e du PWZ Zuidenveld Tour
  - 3e de Paris-Tours espoirs
- 2023
  - 3e étape du Kreiz Breizh Elites

### Classements mondiaux
| Année                                 | 2021  | 2022 | 2023  | 2024 |
| ------------------------------------- | ----- | ---- | ----- | ---- |
| Classement mondial                    | 1794e | 455e | 2048e | 747e |
| UCI Europe Tour                       | 1231e | 361e | nc    | nc   |
|                                       |       |      |       |      |
| Légende : nc = non classéSource : UCI |       |      |       |      |

## Palmarès en cyclo-cross
- 2016-2017
  - Grand Prix Möbel Alvisse juniors
  - 5e du Superprestige juniors
- 2017-2018
  -  Champion de République tchèque de cyclo-cross juniors
  - Classement général de la Coupe du monde de cyclo-cross juniors
    - Coupe du monde de cyclo-cross juniors #2, Cyclo-Cross Bogense
    - Coupe du monde de cyclo-cross juniors #5, GP Eric De Vlaeminck

  - Classement général du Superprestige juniors
  - Vestingcross Hulst juniors
  -  Médaillé d'argent du championnat du monde de cyclo-cross juniors
  -  Médaillé d'argent du championnat d'Europe de cyclo-cross juniors
- 2018-2019
  -  Champion de République tchèque de cyclo-cross espoirs
  - 4e du championnat du monde de cyclo-cross espoirs
- 2019-2020
  -  Champion de République tchèque de cyclo-cross espoirs
  - 2e du championnat de République tchèque de cyclo-cross